# هربرت بيترز
هربرت بيترز (بالألمانية: Herbert Peters)‏ (و. 1925 – 2006 م) هو نحات ألماني، ولد في نمان، توفي في ميونخ، عن عمر يناهز 81 عاماً.

## جوائز
حصل على جوائز منها:

وسام الاستحقاق البافاري